# Leclercera suwanensis
Espèce
Leclercera suwanensis est une espèce d'araignées aranéomorphes de la famille des Psilodercidae.

## Distribution
Cette espèce est endémique de la province de Phang Nga en Thaïlande. Elle se rencontre vers Takua Thung.

## Description
Le mâle holotype mesure 2,45 mm et la femelle paratype 1,70 mm.

## Étymologie
Son nom d'espèce, composé de suwan et du suffixe latin -ensis, « qui vit dans, qui habite », lui a été donné en référence au lieu de sa découverte, le Wat Suwan Kuha.

## Publication originale
- Chang & Li, 2020 : Thirty-one new species of the spider genus Leclercera from Southeast Asia (Araneae, Psilodercidae). ZooKeys, no 913, p. 1-87 (texte intégral).